# Hyporhamphus
Hyporhamphus är ett släkte av fiskar. Hyporhamphus ingår i familjen Hemiramphidae.

## Dottertaxa tillHyporhamphus, i alfabetisk ordning[1]
- Hyporhamphus acutus
- Hyporhamphus affinis
- Hyporhamphus australis
- Hyporhamphus balinensis
- Hyporhamphus brederi
- Hyporhamphus capensis
- Hyporhamphus collettei
- Hyporhamphus dussumieri
- Hyporhamphus erythrorinchus
- Hyporhamphus gamberur
- Hyporhamphus gernaerti
- Hyporhamphus gilli
- Hyporhamphus ihi
- Hyporhamphus improvisus
- Hyporhamphus intermedius
- Hyporhamphus kronei
- Hyporhamphus limbatus
- Hyporhamphus meeki
- Hyporhamphus melanochir
- Hyporhamphus melanopterus
- Hyporhamphus mexicanus
- Hyporhamphus naos
- Hyporhamphus neglectissimus
- Hyporhamphus neglectus
- Hyporhamphus paucirastris
- Hyporhamphus picarti
- Hyporhamphus quoyi
- Hyporhamphus regularis
- Hyporhamphus roberti
- Hyporhamphus rosae
- Hyporhamphus sajori
- Hyporhamphus sindensis
- Hyporhamphus snyderi
- Hyporhamphus taiwanensis
- Hyporhamphus unicuspis
- Hyporhamphus unifasciatus
- Hyporhamphus xanthopterus
- Hyporhamphus yuri